# An Occurrence at Owl Creek Bridge
An Occurrence at Owl Creek Bridge (în franceză La Rivière du hibou) este un scurtmetraj francez din 1961 bazat pe scurta povestire publicată sub același nume⁠(d) în 1891 de către scriitorul și veteranul Războiului Civil American Ambrose Bierce. A fost regizat de Robert Enrico⁠(d), produs de Marcel Ichac⁠(d) și Paul de Roubaix, iar muzica a fost realizată de Henri Lanoë. A câștigat premii la Festivalul de Film de la Cannes și la Premiile Oscar. Filmul a fost difuzat în Statele Unite ca parte a sezonului 5 al serialului Zona crepusculară pe 28 februarie 1964.

## Intriga
Un afiș prins de trunchiul unui copac ars, datat 1862, precizează că oricine sabotează poduri, căi ferate sau tuneluri va fi executat. Trupele Uniunii pregătesc un prizonier civil - Peyton Farquhar - pentru spânzurare pe un pod feroviar. Coloana sonoră conține doar sunete de păsări și ordine militare scurte. În timp ce frânghia este ajustată în jurul gâtului său, o viziune a casei, a soției și a copiilor săi îi apare în fața ochilor.
Când este spânzurat, frânghia se rupe și Farquhar cade în râu. Într-o secvență subacvatică, acesta reușește să-și dezlege legăturile de la mâini și înoată în aval, în timp ce soldații trag spre el. Farquhar este luat de ape și se târăște pe mail epuizant, dar ușurat că a reușit să scape. Cadre cu cerul, ramuri de copac și insecte sunt întrerupte de o lovitură de tun în depărtare. Prizonierul străbate o pădure, iar apoi parcurge restul drumului de-a lungul unei alei. Ajunge în sfârșit la porțile casei sale și aleargă spre soția sa, în timp ce aceasta la rândul său merge spre el, zâmbind și plângând.
Tocmai când cuplul este pe cale să se îmbrățișeze, Farquhar înțepenește, iar capul său cade pe spate. Următoarea scenă ni-l prezintă pe acesta în ștreang, atârnând deasupra râului, întreaga sa evadare și reîntâlnire cu soția fiind o iluzie trăită în momentul căderii.